# БВП М-80
БВП М-80 је борбено возило пешадије у потпуности развијено и произведено у бившој Југославији. Данас се налази у наоружању војски Србије, Хрватске, Словеније и других бивших југословенских република.

## Развој
Развој новог борбеног возила пешадије, који је у наоружању ЈНА требало да замени тада већ застарели оклопни транспортер М-60, почео је 1969. године. Испитивање прототипа завршено је 1974. године и на основу резултата које је ново возило показало, донета је одлука о производњи прве „нулте“ серије. Први примерци новог борбеног возила пешадије, под ознаком БВП М-80, почели су да пристижу у јединице ЈНА 1979. год.
У време када је уведено у наоружање (1979) сматрало се да општом концепцијом, конструкционим решењем склопова, агрегата, подсистема и возила у целини, техничким и технолошким нивоом решења, маневарским способностима и тактичко-техничким карактеристикама спада у ред најсавременијих возила те категорије у свету.
Универзалном применом формацијског наоружања за циљеве на земљи и у ваздушном простору (топом калибра 20 мм, спрегнутим митраљезом 7,62 мм, са два лансера ПТ ракета и ручним бацачем РБ М-57), савременим решењем нишанских и осматрачких справа (за дејство дању и ноћу), средствима везе и специјалним уређајима (за НБХ заштиту, евакуацију барутних гасова, противпожарну заштиту, за загревање унутрашњости возила, предгревање мотора, загревање прибора за осматрање, избацивање продрле воде итд.), БВП М80А, као борбено возило пешадије, омогућује посади борбу у класичном и нуклеарном рату по различитим теренским и временским условима. Поред тога, возило пружа могућност вођења борбе за шест чланова посаде личним наоружањем, из возила.
Оригиналним решењем трансмисије у блоку (за коју је аутор награђен највећом армијском наградом и на којој је докторирао), ходним уређајем и осталим подсистемима возила, остварене су изузетне динамичке карактеристике возила. Постигнуто је сигурно управљање при кретању максималним брзинама, ефикасан заокрет у најтежим теренским условима и при савлађивању водених препрека пловљењем, мали губици брзине при промени степена преноса и сигурно кочење у свим условима кретања.
На основу посебних истраживања: облика оклопног тела, карактеристика гусеничног ланца и облика блатобрана, постигнута је брзина пловљења више од 7 km/h. Возило савлађује водене препреке пловљењем из покрета без посебне припреме.
Висок технички ниво и савремено решење возила у целини постигнути су кроз посебне научноистраживачке активности које су обављане у току развоја возила, низом посебних концепционих, идејних и оригиналних конструкционих решења и применом нових технологија и материјала. Међутим, посебно значајна достигнућа у реализацији овог средства остварена су у концепцији возила, преносника снаге, куполе са формацијским наоружањем, систему за осматрање и управљање ватром.
У тренутку када је произведен, М-80 се, према својим тактичко-технолошким карактеристикама, маневарским способностима и другим особинама могао поредити са совјетским БМП-1 и француским АМХ 10П. Међутим, иако су многи стручњаци на западу истицали сличност М-80 са совјетским БМП-1, југословенско борбено возило пешадије значајно се разликовало од свог совјетског конкурента. За разлику од БМП-1 који има шест носећих точкова и топ калибра 73 mm, М-80 има пет носећих точкова и универзални топ калибра 20 mm. Југословенски конструктори сматрали су да је боље возило наоружати топом погодним за дејство на циљеве на земљи и у ваздуху јер је совјетски топ калибра 73 mm био погодан само за дејство против слабо оклопљених и меких земаљских циљева (њиме се није могло дејствовати против непријатељских тенкова нити против нисколетећих авиона и хеликоптера). За борбу против непријатељских тенкова и оклопних возила, М-80 опремљен је са два лансера за против-оклопне ракете чиме је ово возило оспособљено за дејство против свих непријатељских циљева који се могу појавити на модерном бојишту.

## Опис
БВП М-80 је наоружан са топом калибра 20 mm за дејство на циљеве у ваздуху и на земљи, спрегнутим митраљезом 7.62 mm, са два лансера за противтенковске ракете типа Маљутка са жичаним вођењем и ручним бацачем РБ М-57. Поред основног наоружања, опремљен је и специјалним уређајима за НХБ заштиту, противпожарну заштиту, загревање унутрашњости возила, предгревање мотора и избацивање продрле воде. М-80 је оспособљен за дејство у условима нуклеарног и хемијског дејства. Поред три члана посаде, носи десант од шест пешадинаца који могу да дејствују личним наоружањем из возила, кроз пушкарнице на бочним странама и задњим вратима. Пешадија напушта возило кроз двоја врата са задње стране возила.
Возило је у потпуности амфибијско и савлађује водене препреке пловљењем и то без претходне примене. Брзина пловљења износи 7 km/h.

## Модификације

### М-80А1 Видра
Домаћи стручњаци који су пратили развој савремених борбених возила пешадије у свету, одлучили су да изврше одређене модификације БВП М-80 како га учинили конкурентним на светском тржишту наоружања. Нова верзија возила развијена је непосредно пред избијање грађанског рата у СФРЈ и имала је ознаку БВП М-80А1 Видра. Ново возило разликовало се од постојећег по новој куполи у који је био уграђен аутоматски топ М-86, калибра 30 mm који су стручњаци Заставе-наменске развили специјално за ово возило. Уграђена је нова савремена нишанска справа, а жироскопска стабилизација топа и нишанске справе, заједно са новим серво системом за покретање куполе и топа омогућило је дејство и из покрета. Возило је било опремљено и новим полуаутоматским системом за навођење ПО „Маљутка“. Нови систем је функционисао тако што оператер више није морао да наводи ракету (коју је пратио кроз оптички уређај захваљујући светлећем маркеру на задњем делу ракете) већ је било довољно да држи на нишану циљ, а ракета се сама усмерава према њему. Осим новог наоружања, на куполи су са спољне стране биле монтиране и четири димне кутије. Због избијања грађанског рата у СФРЈ произведена је само нулта серија новог борбеног возила пешадије.

### М-80/98А
Нова верзија борбеног возила пешадије под ознаком М80/98А представљена је јавности 2004. године на полигону у Никинцима. Највеће измене претрпела је купола возила док су оклопно тело и ходни део углавном исти као и код претходне верзије.
У куполу је уграђен нови аутоматски топ М86 калибра 30 mm. На куполи је задржан двоструки лансер за ПО 9М14 „Маљутка“. Претпоставља се да ће током даљег развоја возила ове ракете бити замењене неким од савременијих против-оклопних ракета. Са спољне стране куполе, са леве и десне стране налазе се по два бацача димних кутија док се на крову куполе налази митраљез М-86 којим се управља из унутрашњости возила.

### М-80АБ1
Најновија верзија модернизације пројектована у Југоимпорту СДПР и представљена на Међународном сајму наоружања и војне опреме Партнер 2017.
Возило има следеће карактеристике:
Наоружање:
- топ 20 mm М 55
- спрегнути митраљез 7,62 mm ПКТ
- противоклопне вођене ракете 9М14М калибра 125 mm,
- припадајуће наоружање посаде

Осматрачке и нишанске справе:
- за нишанџију дневна нишанска справа, ноћна пасивна нишанска справа и 3 перископа
- за командира дневни перископ, ноћни ИЦ уређај
- за возача 3 дневна осматрачка перископа, ИЦ уређај за ноћну вожњу
- за посаду 8 перископа

Радио уређај:
- домет основног радио-уређаја 20 km
- домет преносног радио-уређаја 2 km

Специјални уређаји и опрема:
- уређај за потпуну НХБ заштиту преко филтровентилационог уређаја и радиолошког и хемијског детектора,
- аутоматски противпожарни уређај,
- уређај за стварање димне завесе.

Основне тактичко-техничке карактеристике:
број чланова посаде 10 (3+7)
борбена маса 13,9 t
максимална снага мотора 235 kW
специфична снага 17 kW/t
максимална брзина 65 km/h
максимална брзина на води 7,8 km/h

## Варијанте
- БВП М-80А КЦ – Комадно возило чете
- БВП М-80А КБ – Командно возило батаљона
- БВП М-80 ЛТ – Ловац на тенкове
- БВП М-80А СПА – Самоходно противавионско оруђе
- БВП М-80А-Сн – Санитетско оклопно возило
- БВП М-80А МОС – Самоходни минополагач
- БВП М-80А –
- БВП М-80А Видра модернизован у Југоимпорту. БВП М-80АБ1 једна од новијих модернизација. БВП М-80АБ1 Купола 30 mm са Маљуткама.

## Борбена употреба
БВП М-80 коришћено је у свим сукобима на територији бивше Југославије. Иако се показало као релативно поуздано, током експлоатације у борбеним условима дошли су до изражаја одређени недостаци, а то су: слаба оклопна заштита, недовољна ватрена моћ, мали домет топовског наоружања и застарела противоклопна компонента. Осим наведеног, чињеница да возило није било опремљено СУВ-ом (системом за управљање ватром) условљавала је ватрено дејство возила из краћих застанака при којима би се возило излагало непријатељској ватри.

## Повезани садржаји

### Повезани развоји
- БВП-1
- БВП-2
- БВП-3

### Именовано следовање
БМП-1 - М-80 - М-98 Видра